# Crinum jagus
Crinum jagus es una planta herbácea perteneciente a la familia de las amarilidáceas. Es originaria de África. 

## Descripción
Es una planta bulbosa con un bulbo grueso que da lugar a grandes hojas de color verde brillante y una inflorescencia de aproximadamente 2 metros de alto, con flores blancas teñidas de verde. Se encuentra en los pantanos de los bosques en el oeste de África tropical, principalmente en Gabón.

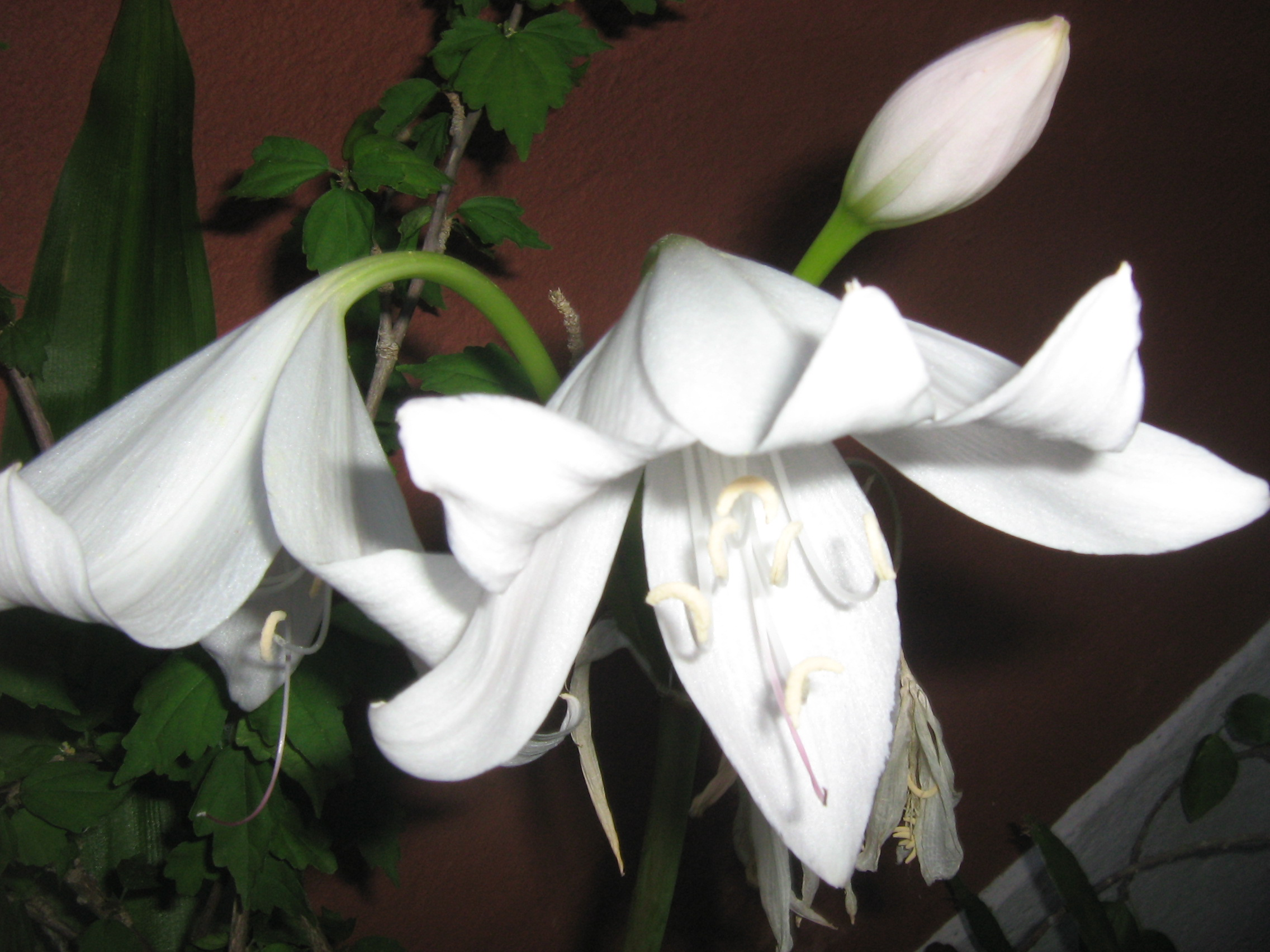
Vista de la flor

## Taxonomía
Crinum jagus fue descrita por (J.Thomps.) Dandy y publicado en Journal of Botany, British and Foreign 77: 664, en el año 1939.
Etimología
Crinum: nombre genérico que deriva del griego: krinon = "un lirio".
jagus: epíteto
Sinonimia
- Amaryllis gigantea W.T.Aiton
- Amaryllis jagus J.Thomps. basónimo
- Amaryllis latifolia Lam.
- Crinum bequaertii De Wild.
- Crinum congolense De Wild.
- Crinum giganteum Andrews
- Crinum laurentii T.Durand & De Wild.
- Crinum petiolatum Herb.
- Crinum petiolatum var. spectabile Herb.
- Crinum podophyllum Baker
- Crinum spectabile Herb. ex Steud.
- Crinum suaveolens A.Chev.
- Crinum vanillodorum Welw. ex Baker
- Taenais ampla Salisb.[5]